# Metacatharsius abortivus
Metacatharsius abortivus là một loài bọ cánh cứng trong họ Bọ hung (Scarabaeidae).